# SI származtatott egység
AZ SI származtatott egységek az SI-mértékegységrendszer alap- és kiegészítő egységeiből levezethető mértékegységek.
A fizikában és a méréstudományban mértékegységeknek hívjuk azokat a méréshez használt egységeket, amivel a fizikai mennyiségeket pontosan meg tudjuk határozni. A kísérletek megismételhetősége a tudományos módszer legfontosabb jellemzője. Ehhez szabványokra van szükségünk, és ahhoz, hogy egységes mérési szabványokat hozzunk létre, szükségünk van a mértékegységek rendszerére. A tudományos mértékegységek valójában a régi súly- és térfogat-mértékek általánosításából keletkeztek, melyeket már régóta használunk a kereskedelemben.
A származtatott egységek az alapegységeken és a kiegészítő egységeken kívül az úgynevezett külön nevű egységek segítségével is kifejezhetők.

## Dimenzió nélküli származtatott egységek
A következő SI-egységek valójában dimenzió nélküli arányok, melyek két azonos SI-egység osztásával keletkeznek. Emiatt a Nemzetközi Súly- és Mértékügyi Hivatal (BIPM) származtatottnak tekinti ezeket. Formálisan SI-egységük egyszerűen az 1, de kaptak nevet olyan esetekre, amikor az egység hiánya félreértéshez vezethet.
| Név        | Jel | Mennyiség | Definíció |
| ---------- | --- | --------- | --- |
| radián     | rad | szög      | 1 radián a sugárnyi hosszúságú körívhez tartozó középponti szög. {\displaystyle 2\pi } radián egy teljes kör.                                                                     |
| szteradián | sr  | térszög   | 1 szteradián az a térszög, amely alatt az r sugarú gömb felületén elhelyezkedő r² nagyságú terület a gömb középpontjából látszik. {\displaystyle 4\pi } szteradiánból áll a gömb. |

## Származtatott egységek, amelyek külön nevet kaptak
| Fizikai mennyiség                                    | SI egység neve | SI egység szimbóluma | Kifejezése SI-alapegységekkel                                    | Kifejezése SI-alapegységekkel                                                                  |
| ---------------------------------------------------- | -------------- | -------------------- | ---------------------------------------------------------------- | ---------------------------------------------------------------------------------------------- |
| frekvencia                                           | hertz          | Hz                   | {\displaystyle {\mbox{s}}^{-1}}                                  |                                                                                                |
| erő                                                  | newton         | N                    | {\displaystyle {\mbox{kg}}\cdot {\mbox{m}}\cdot {\mbox{s}}^{-2}} |                                                                                                |
| nyomás                                               | pascal         | Pa                   | {\displaystyle {\mbox{N}}\cdot {\mbox{m}}^{-2}}                  | {\displaystyle ={\mbox{kg}}\cdot {\mbox{m}}^{-1}\cdot {\mbox{s}}^{-2}}                         |
| energia, munka, hő                                   | joule          | J                    | {\displaystyle {\mbox{N}}\cdot {\mbox{m}}}                       | {\displaystyle ={\mbox{kg}}\cdot {\mbox{m}}^{2}\cdot {\mbox{s}}^{-2}}                          |
| teljesítmény, hőáramlás                              | watt           | W                    | {\displaystyle {\mbox{J}}\cdot {\mbox{s}}^{-1}}                  | {\displaystyle ={\mbox{kg}}\cdot {\mbox{m}}^{2}\cdot {\mbox{s}}^{-3}}                          |
| elektromos töltés                                    | coulomb        | C                    | {\displaystyle {\mbox{A}}\cdot {\mbox{s}}}                       |                                                                                                |
| elektromos feszültség, elektromos potenciálkülönbség | volt           | V                    | {\displaystyle {\mbox{J}}\cdot {\mbox{C}}^{-1}}                  | {\displaystyle ={\mbox{m}}^{2}\cdot {\mbox{kg}}\cdot {\mbox{s}}^{-3}\cdot {\mbox{A}}^{-1}}     |
| elektromos ellenállás                                | ohm            | Ω                    | {\displaystyle {\mbox{V}}\cdot {\mbox{A}}^{-1}}                  | {\displaystyle ={\mbox{m}}^{2}\cdot {\mbox{kg}}\cdot {\mbox{s}}^{-3}\cdot {\mbox{A}}^{-2}}     |
| elektromos vezetőképesség                            | siemens        | S                    | {\displaystyle {\mbox{A}}\cdot {\mbox{V}}^{-1}}                  | {\displaystyle ={\mbox{s}}^{3}\cdot {\mbox{A}}^{2}\cdot {\mbox{m}}^{-2}\cdot {\mbox{kg}}^{-1}} |
| kapacitás                                            | farad          | F                    | {\displaystyle {\mbox{C}}{\mbox{V}}^{-1}}                        | {\displaystyle ={\mbox{s}}^{4}\cdot {\mbox{A}}^{2}\cdot {\mbox{m}}^{-2}\cdot {\mbox{kg}}^{-1}} |
| mágneses indukció                                    | tesla          | T                    | {\displaystyle {\mbox{V}}\cdot {\mbox{s}}\cdot {\mbox{m}}^{-2}}  | {\displaystyle ={\mbox{kg}}\cdot {\mbox{s}}^{-2}\cdot {\mbox{A}}^{-1}}                         |
| mágneses fluxus                                      | weber          | Wb                   | {\displaystyle {\mbox{V}}\cdot {\mbox{s}}}                       | {\displaystyle ={\mbox{m}}^{2}\cdot {\mbox{kg}}\cdot {\mbox{s}}^{-2}\cdot {\mbox{A}}^{-1}}     |
| induktivitás                                         | henry          | H                    | {\displaystyle {\mbox{V}}{\mbox{s}}\cdot {\mbox{A}}^{-1}}        | {\displaystyle ={\mbox{m}}^{2}\cdot {\mbox{kg}}\cdot {\mbox{s}}^{-2}\cdot {\mbox{A}}^{-2}}     |
| fényáram                                             | lumen          | lm                   | cd·sr                                                            |                                                                                                |
| megvilágítás                                         | lux            | lx                   | cd·sr·m-2                                                        |                                                                                                |
| radioaktivitás                                       | becquerel      | Bq                   | s-1                                                              |                                                                                                |
| elnyelt sugárdózis                                   | gray           | Gy                   | J·kg-1                                                           | = m²·s-2                                                                                       |
| dózisegyenérték                                      | sievert        | Sv                   | J·kg-1                                                           | = m²·s-2                                                                                       |
| katalitikus aktivitás                                | katal          | kat                  | mol·s-1                                                          |                                                                                                |

## Lásd még
- SI alapegységek
- SI kiegészítő egységek
- SI prefixumok

## Külső hivatkozások
- Mértékegységek áttekintése és letölthető mértékegység-váltó